# Rosalie.
Rosalie Hoffman (ur. 25 czerwca 1993 w Berlinie) – polsko-niemiecka piosenkarka i kompozytorka reprezentująca nurt współczesnego R&B, a także prezenterka muzyczna Radia 357.

## Biografia
Urodziła się w Berlinie, ale dorastała przede wszystkim w Poznaniu. Zainspirowana muzyką przełomu lat 80. i 90., amerykańskim R&B i rapem (wpływ miała na nią muzyka artystów, takich jak Beyoncé, Tinashe, TLC, Aaliyah, Banks, The Game czy Masta Ace), zadebiutowała jako wokalistka we wrześniu 2015 singlem „This Thing Called Love”. W 2016 została uznana przez redakcję portalu muzycznego Brand New Anthem za jedną z trzech najlepiej zapowiadających się polskich artystów.
W 2016 własnym sumptem wydała epkę pt. Enuff. W 2018 firma Alkopoligamia.com udostępniła na rynku jej debiutancki album studyjny pt. Flashback, który znalazł się w pierwszej dziesiątce zestawienia OLiS. Rosnąca w 2017 popularność artystki, przejście z własnej publikacji utworów do wytwórni fonograficznej oraz dobre przyjęcie singli „A pamiętasz?” i „Królowa” zapewniły Rosalie. nominację do Fryderyka 2018 w kategorii „fonograficzny debiut roku”. W lutym 2018 wygrała plebiscyt Sanki 2018, zostając mianowana „nadzieją polskiej muzyki”. Występowała na wielu festiwalach, m.in. Spring Break Showcase Festival & Conference, Open’er Festival 2017 czy Loftas Fest.
W sierpniu 2018 jej utwór „Więcej” został wykorzystany w kampanii wizerunkowej telewizji TVN. W 2019 współprowadziła audycję Dziewczyny grają w Czwórce.

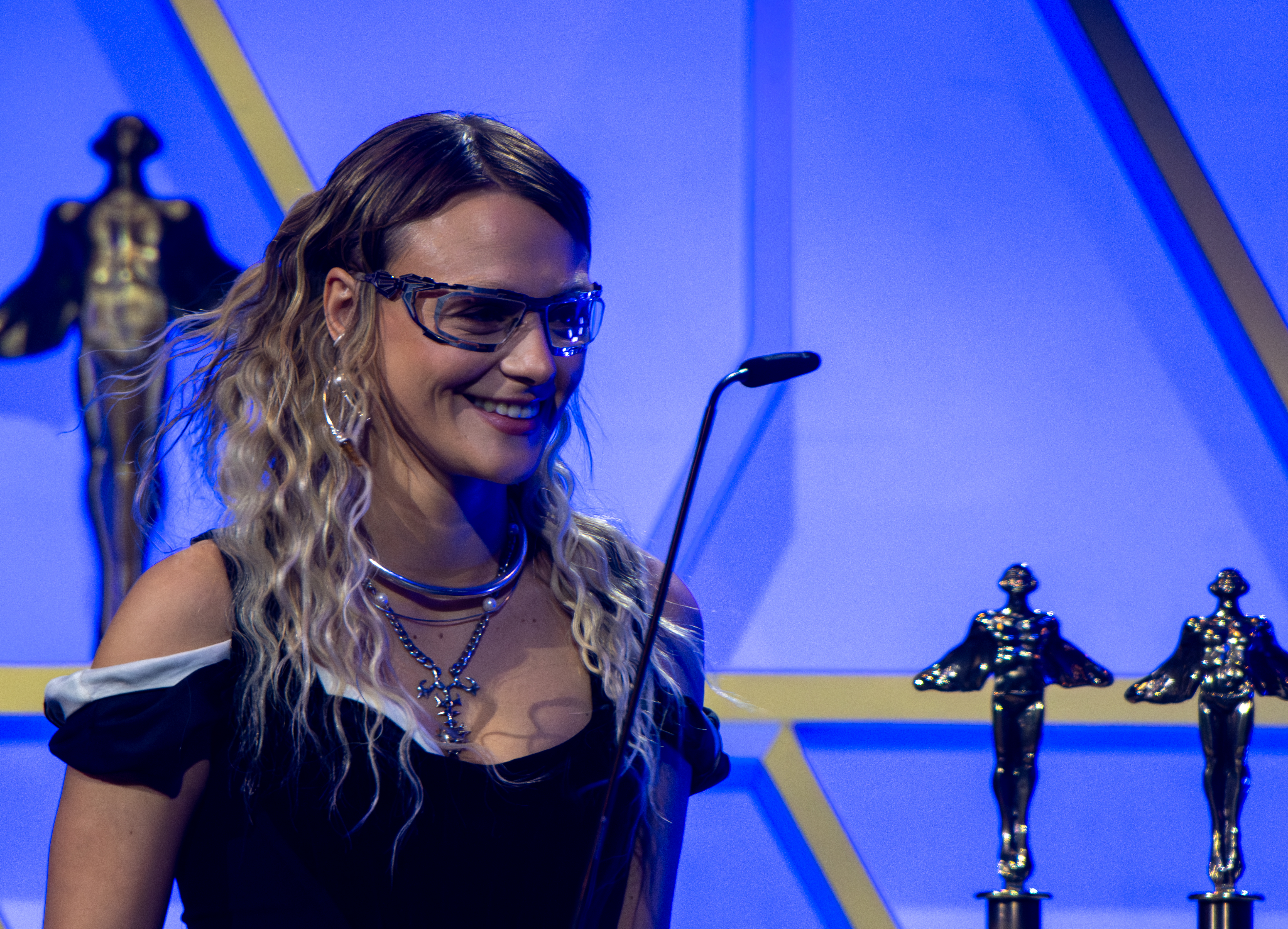
Rosalie. podczas gali Fryderyków 2024

Od stycznia 2022 prowadzi swoją autorską audycję muzyczną Soul Rider na antenie Radia 357.

## Dyskografia
Albumy
| Rok  | Dane dot. albumu                                                                                                 | Najwyższa pozycja na liście |
| Rok  | Dane dot. albumu                                                                                                 | POL                         |
| ---- | --- | --------------------------- |
| 2018 | Flashback - Wydany: 19 stycznia 2018 - Wytwórnia: Alkopoligamia.com - Format: CD, digital download               | 9                           |
| 2020 | IDeal - Wydany: 20 marca 2020 - Wytwórnia: Def Jam Recordings - Format: CD, digital download                     | 4                           |
| 2023 | Motherlode - Wydany: 26 maja 2023 - Wytwórnia: Def Jam Recordings - Format: CD, digital download, płyta winylowa | 65                          |

Minialbumy
| Rok  | Dane dot. albumu                                                                                                |
| ---- | --- |
| 2016 | Enuff - Wydany: 25 listopada 2016 - Wytwórnia: Independent Digital - Format: digital download                   |
| 2024 | Nie cierpie nie - Wydany: 27 czerwca 2024 - Wytwórnia: Def Jam Recordings - Format: digital download, streaming |

Single

| Rok  | Tytuł                                           | Certyfikat         | Sprzedaż       | Album           |
| ---- | ----------------------------------------------- | ------------------ | -------------- | --------------- |
| 2015 | „This Thing Called Love”                        |                    |                | –               |
| 2015 | „Do It Right”                                   |                    |                | –               |
| 2016 | „123”                                           |                    |                | –               |
| 2017 | „Pozwól”                                        |                    |                | Enuff           |
| 2017 | "Enuff"                                         |                    |                | Flashback       |
| 2017 | „A pamiętasz?”                                  |                    |                | Flashback       |
| 2017 | „Królowa”                                       |                    |                | Flashback       |
| 2018 | „About Us”                                      |                    |                | Flashback       |
| 2018 | "Więcej"                                        |                    |                | –               |
| 2019 | „Chmury” (feat. MENT)                           |                    |                | IDeal           |
| 2020 | „Nie mów”                                       |                    |                | IDeal           |
| 2020 | „Moment”                                        |                    |                | IDeal           |
| 2020 | „Ciemność” (feat. schafter)                     |                    |                | IDeal           |
| 2021 | "Chodź Chodź Chodź" (feat. Jan-Rapowanie)       |                    |                | IDeal           |
| 2021 | „Kiedy powiem sobie dość” (prod. Chloe Maritni) | - POL: złota płyta | - POL: 25 000+ | –               |
| 2021 | „Gra"                                           |                    |                | –               |
| 2021 | „Potrzeba skał" (feat. Błażej Król)             |                    |                | –               |
| 2023 | „Iluzja"                                        |                    |                | Motherlode      |
| 2023 | „Raj"                                           |                    |                | Motherlode      |
| 2023 | „Stracona głowa"                                |                    |                | Motherlode      |
| 2023 | „Światła"                                       |                    |                | Motherlode      |
| 2023 | "Pokusa" (feat. Kukon)                          |                    |                | Motherlode      |
| 2024 | "No cóż"                                        |                    |                | –               |
| 2024 | "Żałuję"                                        |                    |                | Nie cierpie nie |
| 2024 | "Wędrówka dusz"                                 |                    |                | Nie cierpie nie |
| 2024 | "Błyszczę" (oraz Brodka, Margaret)              |                    |                | –               |
| 2024 | "Lato na Grochowie"                             |                    |                | –               |

## Teledyski
Solowe
- Rosalie. – So Good prod. Mentalcut
- Rosalie. – Pozwól prod. Jordah
- Rosalie. – Holding back prod. Chloe Martini
- Rosalie. – A pamiętasz? prod. Suwal
- Rosalie. – Spokojnie prod. Suwal
- Rosalie. – Królowa prod. Moo Latte
- Rosalie. – Home

Gościnnie
- Jordah – Falstart feat. Rosalie.
- Pjus – Złowo feat. Abel, Rosalie.
- Taco Hemingway – SANATORIUM feat. Dawid Podsiadło, Rosalie.
- Otsochodzi – Nagrania (00:37) feat. Rosalie.
- Otsochodzi – Wszystko co mam feat. Oki, Rosalie.
- schafter - www feat. Rosalie.

## Nagrody i nominacje
| Rok  | Konkurs        | Kategoria                      | Tytułem                                              | Nota      |
| ---- | -------------- | ------------------------------ | ---------------------------------------------------- | --------- |
| 2018 | Sanki 2018     | Nadzieja Muzyki/Debiut         | Rosalie.                                             | Wygrana   |
| 2019 | Fryderyki 2019 | Fonograficzny Debiut Roku      | Rosalie.                                             | Nominacja |
| 2021 | Fryderyki 2021 | Album Roku Soul, R'N'B, gospel | IDeal                                                | Wygrana   |
| 2021 | Fryderyki 2021 | Utwór Roku                     | Nie Mów                                              | Nominacja |
| 2022 | Fryderyki 2022 | Teledysk Roku                  | Potrzeba skał (reż. Dawid Misiorny i Tymon Nogalski) | Nominacja |
| 2024 | Fryderyki 2024 | Album Roku soul/r&b/reggae     | Motherlode                                           | Nominacja |